# James Mueller
James Mueller (South Bend (Indiana),	29 juni 1982) is een Amerikaans oceanograaf en politicus van de Democratische Partij. Sinds 1 januari 2020 is hij burgemeester van zijn geboortestad South Bend, als opvolger van Pete Buttigieg.
Mueller studeerde wiskunde, geschiedenis en filosofie aan de Universiteit van Notre Dame en promoveerde in de oceanografie aan de Universiteit van Delaware. Hij was directeur van het Solar Institute van de George Washington-universiteit, werkte als adviseur energie en natuurlijke hulpbronnen voor senator Maria Cantwell en was stafchef van burgemeester Buttigieg. Op 22 januari 2019 maakte hij zijn kandidatuur voor het burgemeesterschap van South Bend bekend. Hij nam het op tegen de Republikeinse kandidaat Sean Haas en won de verkiezing op 5 november 2019 met ruim 63% van de stemmen. Op 1 januari 2020 werd Mueller benoemd voor een ambtsperiode van vier jaar.